# Graham Poll
Graham Poll rođen je 29. srpnja 1963.godine, u Tringu.   Engleski je nogometni sudac. Smatra se jednim od najboljih nogometnih sudaca u Engleskoj. 
Unatoč tome što je jedan od najboljih sudaca u Engleskoj, učinio je niz pogrešaka na Svjetskom prvenstvu u Njemačkoj. Jedna takva greška označila je kraj njegove međunarodne karijere. Na toj utakmici poslao je s terena hrvatskog igrača Josipa Šimunića tek nakon trećeg žuta kartona, jer je kod drugog, zapisao ime australskog braniča Craiga Moorea, koji je nosio isti broj kao Šimunić. Nakon toga povukao se iz međunarodnih natjecanja. 

## Vanjske poveznice
- Graham Poll: Hrvati su najpodliji tip igrača! , Index.hr, 21. studenoga 2007.